# Amatolo
L'amatolo è una miscela esplosiva, costituita da nitrato d'ammonio e tritolo.
Viene fabbricata fondendo il tritolo a circa 100 °C e poi aggiungendo il nitrato d'ammonio in polvere preriscaldato.
In seguito la miscela viene lasciata raffreddare e si ottiene un prodotto di colore giallo più o meno intenso a seconda della percentuale di tritolo (che è giallo).
Solitamente la sua denominazione è seguita da due numeri, che ne indicano le proporzioni: ad esempio amatolo 60/40 indica 60% di nitrato d'ammonio e 40% tritolo. Le proporzioni variano solitamente da 80/20 (80% di nitrato d'ammonio e 20% tritolo) a 50/50. 
Il colore varia da giallo-rosa a marrone, a seconda della purezza e dell'eventuale ossidazione del TNT - che alla luce passa da giallo a giallo più scuro e poi marrone - e similmente i fumi (dopo lo scoppio) variano dal bianco al grigio, anche se più chiari di quelli del solo TNT.
Durante la prima e la seconda guerra mondiale veniva impiegato come esplodente per i bombardamenti aerei tedeschi, italiani, inglesi e americani. Fu impiegato anche nelle V1 e nelle V2.